# Промислові стічні води
Промислові (виробничі) стічні води - 
- 1) Відпрацьовані води технологічного процесу або виробництва в цілому (напр. збагачувальної фабрики), очищені від мінерального залишку та шкідливих домішок до такого ступеня, коли вони можуть бути випущені до зовнішніх водоймищ без додаткової обробки.
- 2) Суміш мінералізованих пластових, що видобуваються разом з нафтою, прісних, які використовуються в установках підготовки нафти, і дощових (зливових) вод.

В гірничій справі утворюються при розробці родовищ і збагаченні корисних копалин. У залежності від способу розробки родов. корисних копалин. Промислові стічні води поділяють на шахтні, кар'єрні, а також води гідромеханізації та води збагачувальних фабрик. Ступінь забрудненості промислових стічних вод оцінюється концентрацією, масою домішок в одиниці об'єму (мг/л або г/м3), а також за кількісним і якісним складом мінеральних, органічних і біологічних забруднень. У неочищених промислових стічних вод можуть бути присутніми і отруйні речовини (напр., синильна кислота, фенол, анілін, сірководень, солі міді, свинцю, ртуті, миш'яку, хрому і інш.). Склад промислових стічних вод збагачувальних ф-к різноманітний і залежить від природи сировини і технології збагачення корисних копалин. Найбільш широкий спектр забруднень – у кольоровій металургії, де крім йонів кольорових металів, стічні води забруднені флотореаґентами (ксантогенати, високомол. спирти, ПАР, жирні к-ти, масла, нафтопродукти та ін.), ціанідами, розчинними сульфідами, йонами розсіяних елементів (селен, телур і т. д.). Одним з способів знешкодження промислових стічних вод, що широко використовується в гірничодобувних галузях пром-сті, є закачування їх в глибокі підземні горизонти. Одним з осн. напрямів раціонального водокористування є повторне використання промислових стічних вод за рахунок створення замкнених (частково або повністю) систем водопостачання і каналізації, при яких виключається або значно скорочується скидання промислових стічних вод у водоймища. 
Промислові стічні води нафтогазопромислових підприємств звичайно мінералізовані, містять механічні домішки і залишкові нафтопродукти. З метою охорони природи після очищення їх використовують для заводнення продуктивних пластів або нагнітають (скидають) у глибокозалеглі водоносні пласти через спеціальні скидові свердловини.